# Coeymans
Coeymans is een gemeente (town) in Albany County in de Amerikaanse staat New York. Coeymans bestaat uit het dorp Ravena en de buurtschappen Alcove, Aquetuck, Coeymans, Coeymans Hollow en Roah Hook.
De town is genoemd naar de Hollander Barent Pieteres Koijemans die zich in 1639 in dit gebied vestigde. Coeymans ontstond als deel van de town Watervliet, in 1791. In 1815 werd een deel van Coeymans onderdeel van de nieuwe town Westerlo.

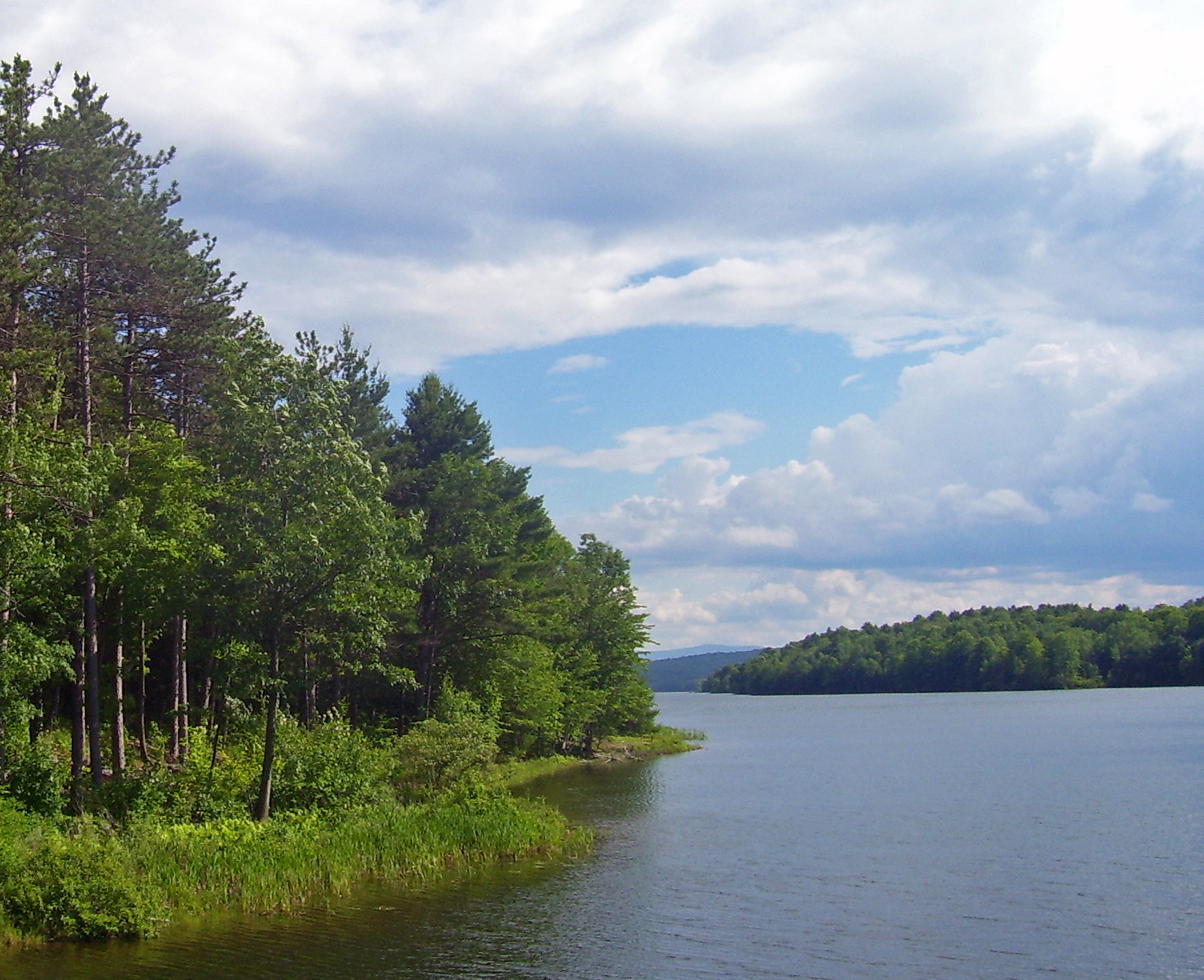
Alcove Reservoir